# Lynd (Minnesota)
Lynd es una ciudad ubicada en el condado de Lyon, Minnesota, Estados Unidos. Tiene una población estimada, a mediados de 2022, de 429 habitantes.

## Geografía
La localidad está ubicada en las coordenadas 44°24′06″N 95°52′27″O / 44.40167, -95.87417 (44.401754, -95.874091). Según la Oficina del Censo de los Estados Unidos, tiene una superficie total de 3.02 km², de la cual 3.00 km² corresponden a tierra firme y 0.02 km² están cubiertos de agua.

## Demografía
Según el censo de 2020, en ese momento había 436 personas residiendo en la localidad. La densidad de población era de 145.33 hab./km². El 80.0% de los habitantes eran blancos, el 0.9% eran afroamericanos, el 0.5% eran asiáticos, el 7.1% eran de otras razas y el 11.5% eran de una mezcla de razas. Del total de la población, el 17.9% eran hispanos o latinos de cualquier raza.